# Індія на зимових Олімпійських іграх 1988
Індія на зимових Олімпійських іграх 1988 в Калгарі (Канада) була представлена трьома спортсменами у гірськолижниму спорті. Прапороносцем на церемонії відкриття Олімпіади був Кішор Ратна Рай. Індія утретє брала участь в зимовій Олімпіаді з перервою після 1968 року. Індійські спортсмени не здобули жодних медалей.

## Спортсмени
| Вид спорту          | Чоловіки | Жінки | Всього |
| ------------------- | -------- | ----- | ------ |
| Гірськолижний спорт | 2        | 1     | 3      |
| Всього              | 2        | 1     | 3      |

## Гірськолижний спорт
У гірськолижному спорті Індію представляли три спортсмени в двох дисциплінах. У чоловічому слаломі Кішор Ратна Рай посів 49-ту сходинку серед 54 фіналістів (всього було 109 учасників). Гуль Дев був дискваліфікований на першому спуску. У жіночому слаломі Шайладжа Кумар стала 28-ю, останньою серед тих хто фінішували (всього було 57 учасниць).
| Спортсмен       | Дисципліна        | 1-й спуск | 1-й спуск | 2-й спуск | 2-й спуск | Сума    | Сума  |
| Спортсмен       | Дисципліна        | Час       | Місце     | Час       | Місце     | Час     | Місце |
| --------------- | ----------------- | --------- | --------- | --------- | --------- | ------- | ----- |
| Гуль Дев        | слалом (чоловіки) | DSQ       |           | –         |           | DSQ     | –     |
| Кішор Ратна Рай | слалом (чоловіки) | 1:31.42   |           | 1:20.79   |           | 2:52.21 | 49    |
| Шайладжа Кумар  | слалом (жінки)    | 1:26.98   |           | 1:25.29   |           | 2:52.27 | 28    |